# Quercus bicolor
Quercus bicolor Willd. è un albero della famiglia delle Fagaceae, diffuso dal Québec al sud-est degli Stati Uniti.